# Gunship
Gunship – komputerowy symulator lotu wydany przez firmę MicroProse. Gra swoją premierę miała w 1986 roku na platformę MS-DOS i Commodore 64, a w kolejnych latach pojawiła się na ZX Spectrum, Amstrada CPC, Atari ST, Amigę i MSX.
W grze gracz siada za sterami helikoptera AH-64 Apache. Przed graczem zestaw misji w różnych regionach świata (m.in. USA, południowo-wschodnia Azja, zachodnia Europa, Bliski Wschód). W każdej z misji gracz musi wykonać dwa postawione w niej cele.
Gra posiada kontynuację w postaci Gunship 2000.